# Olympische Sommerspiele 1988/Teilnehmer (Volksrepublik Kongo)
| Gelbes Symbol für Goldmedaillen mit stilisierten Olympischen Ringen | Graues Symbol für Silbermedaillen mit stilisierten Olympischen Ringen | Braundes Symbol für Bronzemedaillen mit stilisierten Olympischen Ringen |
| ------------------------------------------------------------------- | --------------------------------------------------------------------- | ----------------------------------------------------------------------- |
| —                                                                   | —                                                                     | —                                                                       |

Die Volksrepublik Kongo, die heutige Republik Kongo, nahm an den Olympischen Sommerspielen 1988 in Seoul, Südkorea, mit einer Delegation von sieben Leichtathleten (fünf Männer und zwei Frauen) teil.

## Teilnehmer nach Sportarten

### Leichtathletik
- Henri Ndinga
100 Meter: Vorläufe
200 Meter: Vorläufe
4 × 100 Meter: Vorläufe

- Jean-Didiace Bémou
400 Meter: Vorläufe

- Armand Biniakounou
4 × 100 Meter: Vorläufe

- Hygien-Nicaise Lombocko
4 × 100 Meter: Vorläufe

- Pierre Ndinga
4 × 100 Meter: Vorläufe

- Judith Diankoléla-Missengué
Frauen, 100 Meter: Vorläufe
Frauen, 200 Meter: Vorläufe

- Lasnet Nkouka
Frauen, 400 Meter: Vorläufe